# Stejaru (okręg Teleorman)
Stejaru – wieś w Rumunii, w okręgu Teleorman, w gminie Stejaru. W 2011 roku liczyła 796 mieszkańców.